# Plagithmysus kahului
Plagithmysus kahului là một loài bọ cánh cứng trong họ Cerambycidae.